# ブラインド・フェイス
ブラインド・フェイス（Blind Faith）は、1968年に結成されたイングランド出身のロック・バンドである。
当時の実力派ミュージシャンが集結したスーパーグループの一つで、スティーヴ・ウィンウッド（元スペンサー・デイヴィス・グループ、トラフィック）、エリック・クラプトン（元ヤードバーズ、クリーム）、ジンジャー・ベイカー（元クリーム）、リック・グレッチ（元ファミリー）により結成。ブルースロックをベースに更なる音楽性を追求した。
発表された唯一のスタジオ・アルバム『スーパー・ジャイアンツ』は、英米のチャートで首位を獲得。収録曲のゴスペルのような「プレゼンス・オブ・ザ・ロード」は、クラプトンにとって重要なレパートリーの一つとなり、デレク・アンド・ザ・ドミノス時代やソロに転じてからのライブでもしばしば演奏された。「マイ・ウェイ・ホーム」は、ウィンウッドのライブで度々演奏された。

## 結成と初期の経歴
ブラインド・フェイスの始まりは、1968年中頃のクリームの解散に遡る。最初期の「スーパーグループ」だったクリームは、2年間で何百万枚ものアルバムを売り上げ、グループ及び各メンバーのレパートリーは世界的な人気を博することとなった。しかし、結成以前からのジャック・ブルースとジンジャー・ベイカーの不仲は改善されることはなく、クラプトンは2人の仲を取り持つのに尽くしたが徒労に終わり、結局彼等は解散した。彼は商業的におもねったブルースを演奏することに嫌気がさしており、新たなジャンルへ実験的で束縛されないアプローチを進めていくことを望んでいた。
ウィンウッドも、3年間リードシンガーを務めていたスペンサー・デイヴィス・グループで同様の問題に直面していた。彼はジャズの要素を取り入れてバンドのサウンドを変化させたかったが、他のメンバーと方向性が異なったので脱退し、1967年にトラフィックを結成した。2年後の1969年にトラフィックが解散すると、ウィンウッドは1966年に「エリック・クラプトン・アンド・ザ・パワーハウス」で共に活動したクラプトンと、サリーにあるクラプトンの地下室でセッションを始めた。
クラプトンはジャム・セッションには満足していたが、本格的なバンド活動を始めることには躊躇していた。1969年のある日、ベイカーが2人の活動に加わり、新しいバンドは最終形態に近い形となった。ただクラプトンはブルースと、もしそれぞれが共に活動することがあるなら、もう一度3人でプレイすると約束しており、ベイカーを誘うとなればブルースも誘うべきではないかという思いがあった。しかし一方では、解散から9週間しか経っていないので再結成をしたくないとも考えていた上に、また「クリームのメンバーのような」スーパースターとしての環境に身を置きたくなかった。結局ウィンウッドが、ベイカーはバンドの音楽性を高めてくれるし彼ほどのドラマーを他に見つけるのは難しいと主張して、ベイカーをバンドに加えるようクラプトンを説得した。
1969年5月までに、ファミリーのベーシストだったリック・グレッチが誘われ、グレッチはファミリーをツアー途中で脱退して加入した。アルバムのレコーディングはエンジニアのアンディ・ジョンズがモーガン・スタジオでバックトラックの大半を録音し、アラン・オダフィーが残りのトラックを録音、オーバーダブとミックスがオリンピック・スタジオで行われた。これらの作業はプロデューサーのジミー・ミラーが監修し、彼はそれぞれのトラックを商業的な標準の3-5分以内に収めるのを好んだ。その後バンドはブラインド・フェイス（盲目的信頼）と名付けられる。これはクラプトンの新しいグループに対するシニカルな視点からのものであった。

## デビューとツアー
グループ結成のニュースはメディアとファンに興奮を持って迎えられ、「スーパー・クリーム」との告知さえ行われた。彼等は、1969年6月7日にロンドンのハイド・パークで行われたフリーコンサートでデビューし、当時史上最高の10万人を動員したという。その内容は観客から良く受け取られたものの、クラプトンは演奏は平均以下であると考え、群衆がほとんど全てに拍手喝采するのを、へつらいであり過分であって、クリーム時代の名声の名残によるものだと考えていた。クラプトンは自分達が十分にリハーサルもせず十分な準備が出来ていないと考え、ツアーに出ることを嫌がった。ブラインド・フェイスがクリームの二の舞になることを恐れたのである。
ウィンウッドはアイランド・レコードと契約していたので、彼はクラプトンとベイカーがイギリスで契約していたポリドール・レコードへの貸し出しという形になった。おそらくはこの取引の一部として、彼らはアイランド・レコードのためのプロモーションシングルを一枚リリースした。このシングルは、アイランドがオフィスを移転したことを発表するためのものであり、「Change Of Address From 23 June 1969」と題され、片面のみにインストゥルメンタル・ジャムが収められ、ラベルにグループの情報は全く記載されなかった。ラベルに記載されたその他の情報はアイランドの新たな住所、電話番号、ケーブルアドレスのみであった。このセッションは、おそらく1969年3月から5月の間にオリンピック・スタジオで行われたもので、500枚ほどがプレスされ、ほとんどがイギリスのディスクジョッキーや音楽業界人に配付されたと考えられている。そのジャム・セッションは、31年後の2000年に発表された『スーパー・ジャイアンツ』デラックス・エディションのボーナスCD「Change of Address Jam」として日の目を見ることとなった。
ハイド・パークでのコンサートの後、アルバムに向けてのレコーディングは継続されつつスカンジナビアでの短期ツアーが行われた。バンドは小さなギグを行い、それはアメリカ及びイギリスでのツアーのリハーサルとなった。短期ツアーの後、バンドはアメリカでのツアーを行い、7月12日にはマディソン・スクエア・ガーデンにおいて、2万人の聴衆の前でプレイした。アメリカ・ツアーは7週間続き、8月24日のハワイで終了した。
ツアーでの大きな問題は、レパートリーがごく僅かで1時間を満たすのがやっとである事だった。聴衆を喜ばせるために、彼等はやむを得ず新曲よりも人気のあったクリームやトラフィックの楽曲を演奏することになり、これはクラプトンがまさにそうありたくないと考えていた状況だった。「スーパー・クリーム」はマディソン・スクエア・ガーデンでの公演初日で観客が引き起こした暴動の中、にっちもさっちもいかない状態に陥り、彼等は観衆をなだめ、新曲の不足によって残された空白を埋めるために、クリームの楽曲を披露した。
彼等の前座はフリー、テイスト、デラニー&ボニーといったバンドだった。クラプトンはデラニー&ボニーの魂がこもった気さくなブルースを特に気に入っていた。彼はデラニー&ボニーと過ごす時間が増え、ブラインド・フェイスのより際立った役割をウィンウッドに任せるようになった。

## アルバムと論争
アルバム『スーパー・ジャイアンツ』は1969年7月にリリースされ、イギリス及びアメリカでチャート1位となった。アメリカではBlack Albumsでも40位を記録し、これはイギリスのロックバンドにとっては見事な離れ業であった。発売から1か月で50万枚を売り上げ、アトランティック・レコード（アメリカではアトコ）及びクラプトンとベイカーに巨額の利益をもたらした。本作の売れ行きは、クリームのアルバムの売り上げにもつながり、こちらもアメリカではアトコの配給であった。
アルバム・ジャケットにはタイトルもバンド名も無く、包装紙のみが誰名義のアルバムなのかを買い手に示していた。ジャケットは銀色の宇宙船を手に持ったトップレスの少女の写真だったため、論争が引き起った。この宇宙船はロイヤル・カレッジ・オブ・アートの宝石職人だったミック・ミリガン（Mikko Milligan）がデザインした物で、男性器を象徴していると見なされた。アメリカではイギリス盤の内側に使われたバンドの写真を使ったジャケットが採用された。またイギリスでも別バージョン、薄いラミネートカバーのついたジャケットが作成され、そのレコード番号はオリジナル盤の番号の末尾に「B」が付け加えられたものになった（583 059B）。
カバーアートはクラプトンの友人で以前のフラットでの同居人だった写真家のボブ・サイデマン（Bob Seidemann）による。彼はジャニス・ジョプリンやグレイトフル・デッドの写真でよく知られていた。バンドと少女の関係に関する噂は論争をあおることとなった。彼女はベイカーの隠し子でありバンドのグルーピーで奴隷のように扱われていた、という噂もあった。ジャケットに関するサイデマンの随筆で説明されているように、彼女は実際はロンドン郊外に居住しており、両親の同意の上でモデルに起用された。
本作は当初いくつかの国で発売禁止になったが、オリジナルのアートワークは人気が高くコレクターズアイテムとなった。1970年代後半になるとRSOレーベルから世界的に発売されることとなった。1980年代半ばにはモービル・フィデリティ・サウンド・ラボからアナログ盤およびゴールドCDのリマスター盤が発売された。2000年には2枚組デラックス・エディションがポリドールから発売され、別バージョン、アウトテイク、スタジオリハーサルが収録された。

## 解散とメンバーのその後
ツアーが8月に終わった後、イギリスに戻った彼等には国内ツアーのオファーもあったが、結局10月までにバンドは事実上の解散を迎え、ブラインド・フェイスの活動は半年にも満たないということになった。彼等が残したアルバムは『スーパー・ジャイアンツ』のみだったが、いくつかのライブテイクはウィンウッドの編集アルバム『The Finer Things』（1995年）に収められた。
その後クラプトンはスポットライトから外れて脇役になり、初めはプラスティック・オノ・バンド、続いてデラニー&ボニー&フレンズのメンバーとしてステージに立った。彼は自分をクリームやブラインド・フェイスを解散させた疫病神と思い込んでいたが、これらの活動が彼を癒すこととなった。デラニー&ボニー&フレンズのツアーに参加した後、彼はメンバー数名と共に新たなスーパーグループであるデレク・アンド・ザ・ドミノスを結成した。クラプトンはブラインド・フェイスの楽曲をレパートリーから排除せず、その後のソロ活動でも「プレゼンス・オブ・ザ・ロード」「マイ・ウェイ・ホーム」といった曲を演奏した。
ベイカーはクラプトンと異なり、ブラインド・フェイスでの経験を楽しんだ。そしてグレッチやウィンウッドと共にジンジャー・ベイカーズ・エアフォースを結成した。ベイカーと共に何度かステージに上った後、ウィンウッドはグレッチと同時に脱退し、アイランド・レコードに戻ってソロ・アルバムの制作を経てトラフィックを再結成した。グレッチはトラフィックのアルバム『ウェルカム・トゥ・ザ・キャンティーン』（1970年）と『ザ・ロウ・スパーク・オブ・ザ・ハイヒールド・ボーイズ』（1971年）にベースで参加した。ウィンウッドは1974年にトラフィックを解散させ、その後はソロ経歴を積み重ねた。一方、グレッチは様々なグループに参加した後、1990年にアルコール依存症に因る肝不全により他界した。
クラプトンとウィンウッドは2000年に映画『ブルース・ブラザース2000』に「ルイジアナ・ゲーター・ボーイズ」のメンバーとして出演した。両者はブラインド・フェイス時代の活動を肯定的に捉え、そのレパートリーをステージで演奏したり、様々なアルバムに収録している。
2019年、ジンジャー・ベイカーが死去。享年80歳。

## メンバー
- スティーヴ・ウィンウッド (Steve Winwood) - ヴォーカル/ギター/キーボード
- エリック・クラプトン (Eric Clapton) - ギター/ヴォーカル
- リック・グレッチ (Ric Grech) - ベース/ヴァイオリン
- ジンジャー・ベイカー (Ginger Baker) - ドラムス

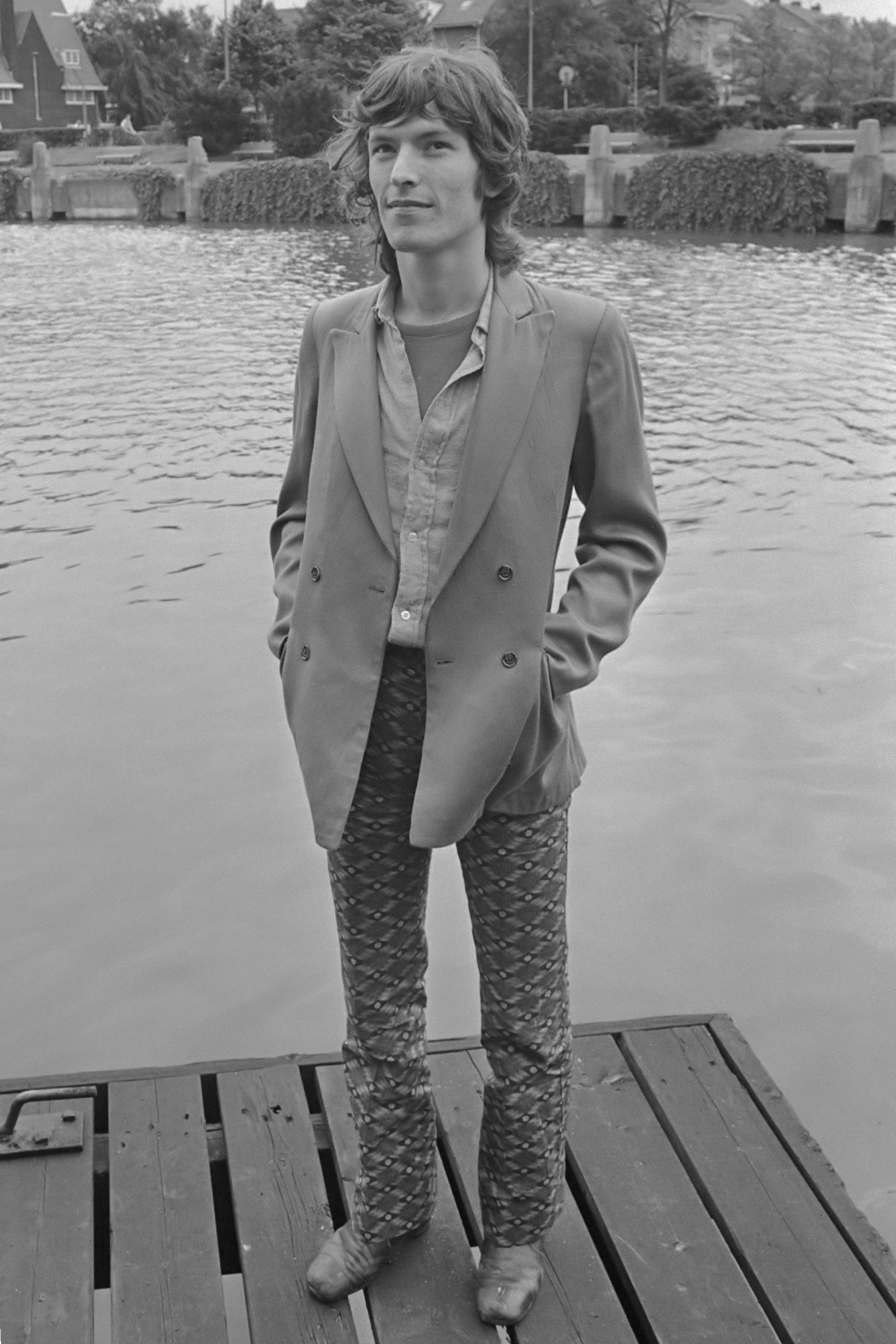
スティーヴ・ウィンウッド（1970年）
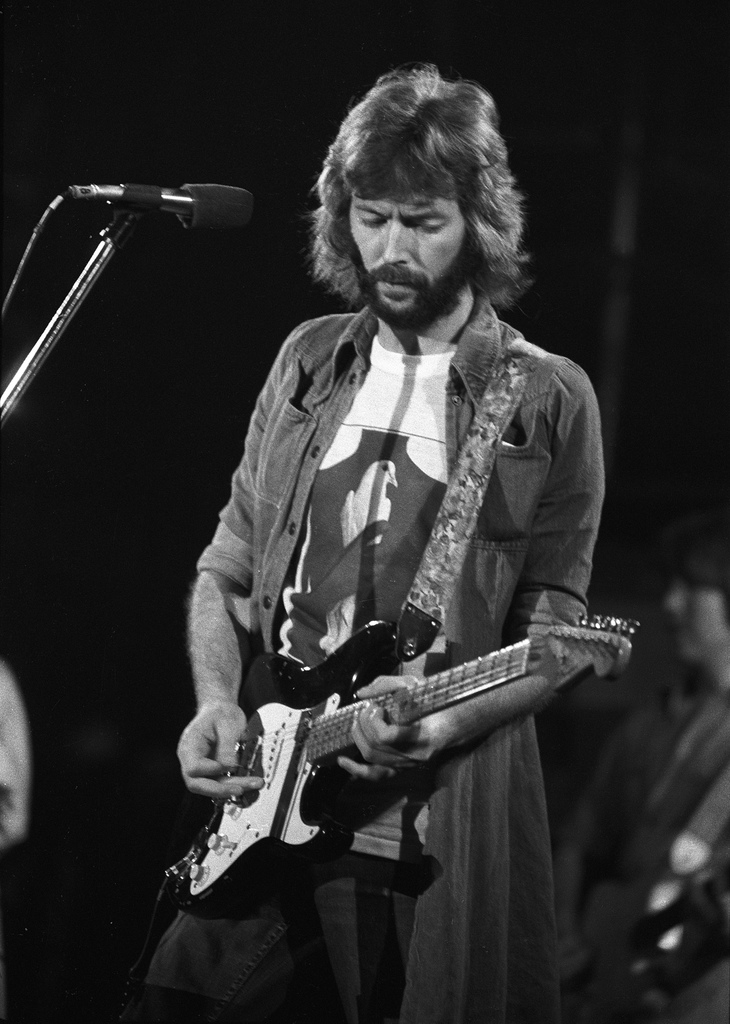
エリック・クラプトン (1975年)
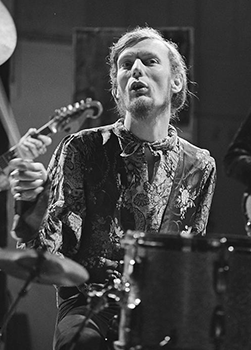
ジンジャー・ベイカー（1968年）

## ディスコグラフィ
- 『スーパー・ジャイアンツ』Blind Faith - アメリカ：1位（1969年8月）プラチナアルバム　イギリス：1位（1969年9月）ゴールドアルバム

## 映像作品
- London Hyde Park 1969

## チャート
『スーパー・ジャイアンツ』のビルボードでの最高順位：
| 年     | チャート     | 最高位 |
| ------ | ------------ | ------ |
| 1969年 | Black Albums | 40     |
| 1969年 | Pop Albums   | 1      |
| 1977年 | Pop Albums   | 126    |

## クラプトンとウィンウッドの共演

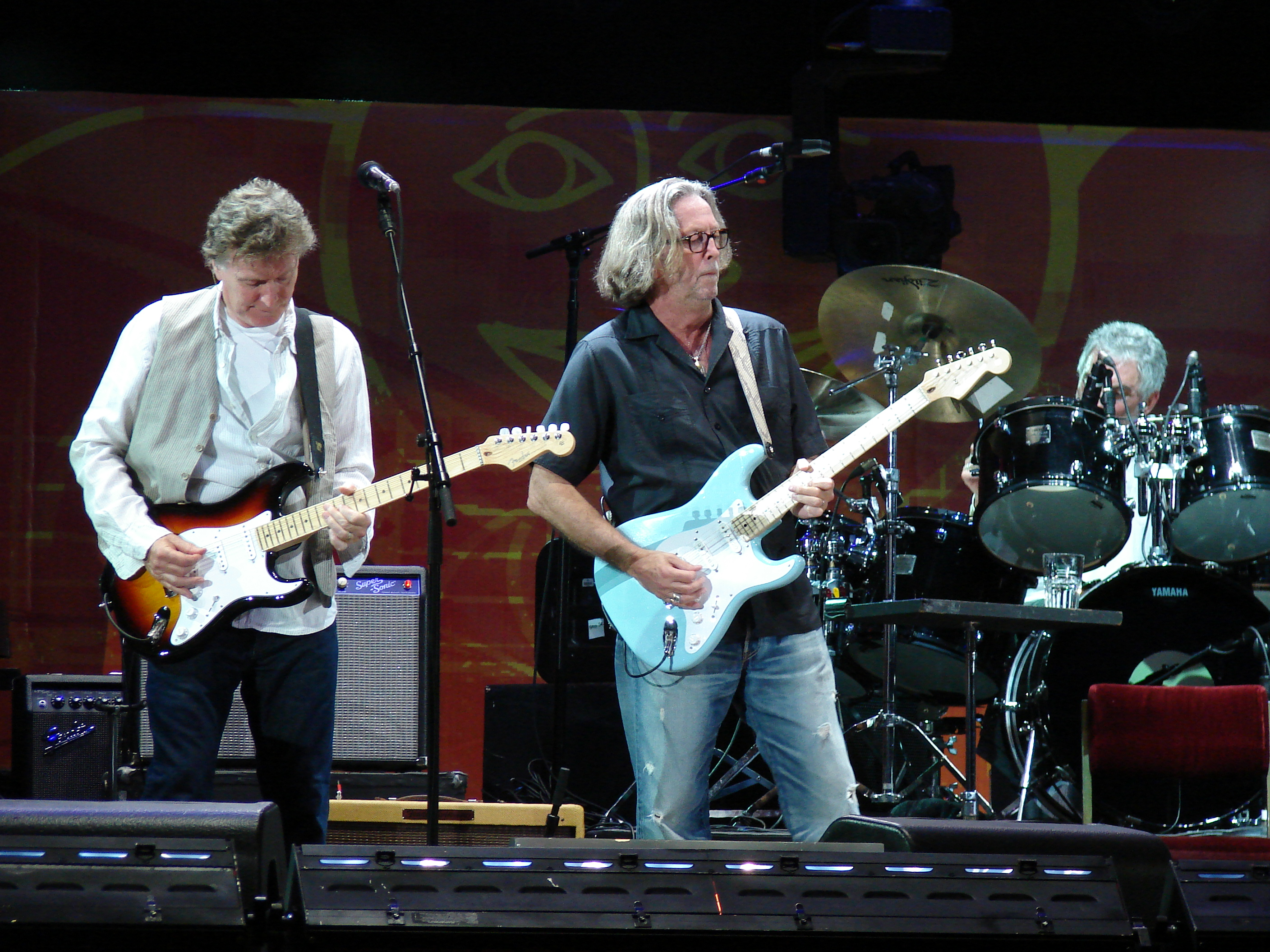
ウィンウッド&クラプトン共演ツアー（2009年）

2007年7月、クラプトンとウィンウッドはイリノイ州ブリッジヴューのトヨタパークで行われたクロスロード・ギター・フェスティバルに揃って出演し、「プレゼンス・オブ・ザ・ロード」「マイ・ウェイ・ホーム」「泣きたい気持」の3曲を演奏して、ブラインド・フェイスの再結成と騒がれた。この共演の模様は同年に発表されたDVD『クロスロード・ギター・フェスティヴァル 2007』に収録された。
この成功が刺激となり、両者は翌2008年2月にマディソン・スクエア・ガーデンで再び共演、3日間の公演を実現した。これは公式なブラインド・フェイスの再結成ではなく「ウィンウッドとクラプトン」の共演だった。彼らは、ブラインド・フェイスのナンバーに加えてトラフィック、デレク・アンド・ザ・ドミノス、クラプトンのソロおよびジミ・ヘンドリックスのカバーを演奏した。ウィリー・ウィークスがベース、イアン・トーマスがドラムス、クリス・ステイントンがキーボードを担当した。同公演の模様は、2009年にライヴ・アルバム及び映像作品『ライヴ・フロム・マディソン・スクエア・ガーデン』として発表された。
2009年6月10日、両者はニュージャージー州のアイゾッド・センターを皮切りとする14日間に及ぶアメリカ・ツアーを決行した。バックバンドは前年と大きくは変わらなかったが、ドラマーがイアン・トーマスからエイブ・ラボリエル・ジュニアに交代し、バッキング・ヴォーカルにミシェル・ジョン、シャロン・ホワイトが加わった。翌2010年にはドラマーがスティーヴ・ガッドに交代したバンドを連れて、ヨーロッパツアーを行った。2011年は、5月26日から6月1日までロンドンのロイヤル・アルバート・ホールで5公演を行い、11月から12月にかけて日本で15公演を行った。